# Sainte-Léocadie
Sainte-Léocadie là một xã trong tỉnh Pyrénées-Orientales, vùng Occitanie phía nam nước Pháp. Xã Sainte-Léocadie nằm ở khu vực có độ cao trung bình 1286 mét trên mực nước biển.